# Stefan Łaszkiewicz
Stefan Łaszkiewicz (ur. 16 listopada 1905 w Stadnikach, zm. 3 lutego 2002 w Ottawie) – pułkownik pilot Wojska Polskiego.

## Życiorys
W roku 1921 wstąpił do korpusu kadetów, gdzie w 1925 roku zdał maturę. Bez powodzenia ubiegał się o przyjęcie do Szkoły Morskiej, ale ostatecznie dostał się do Szkoły Podchorążych Lotnictwa. Został z niej relegowany w roku 1926 za udział w „buncie podchorążych”. Do szkoły, która przeniosła się do Dęblina, pozwolono mu wrócić rok później. W roku 1928 otrzymał szlify podporucznika obserwatora i przydział do 2 Pułku Lotniczego w Krakowie.
W latach 1936–1938 studiował w Wyższej Szkole Wojennej, po ukończeniu której otrzymał awans na kapitana. W marcu 1939 roku, po utworzeniu Brygady Pościgowej, pełnił obowiązki oficera operacyjnego tej formacji.
W czasie kampanii wrześniowej nie odbywał lotów bojowych, a 17 września ewakuował się − jak większość personelu lotniczego, co było zgodne z rozkazem Naczelnego Wodza − do Rumunii, a następnie do Francji, gdzie pod koniec grudnia 1939 roku objął dowództwo klucza tzw. Eskadry Montpellier (nazwa oficjalna: Klucz Frontowy Nr 1 "Ła"), na czele którego − podczas kampanii francuskiej − bronił obszaru powietrznego nad Cambrai.
Po klęsce Francji przedostał się − przez Maroko i Gibraltar − do punktu zbiorczego polskich lotników w Blackpool w Wielkiej Brytanii. Formował i był pierwszym dowódcą (od września do 9 listopada 1940 roku) krakowskiego dywizjonu 308. Na skutek nieporozumień z brytyjskim dowódcą dywizjonu, Johnem Alfredem Daviesem, który uznał go za sprawcę wypadku lotniczego, został usunięty z dywizjonu co opisał szeroko w swoich wspomnieniach. Po wyjściu ze szpitala służył w dywizjonach myśliwskich w Irlandii Północnej. Po kilku miesiącach dostał przydział do Sekcji Lotniczej Generalnego Inspektoratu Sił Zbrojnych, gdzie pracował do roku 1946.
Na krótko wrócił do macierzystej jednostki. Latał także w dywizjonie 316 oraz w 9 Fighter Squadron United States Army Air Forces, gdzie − jako jeden z nielicznych Polaków − miał możliwość walczyć na amerykańskich myśliwcach Republic P-47 Thunderbolt.
Zdemobilizowany w roku 1948 wyjechał do Kanady, gdzie mieszkał do końca życia. W Kanadzie zmienił nazwisko na Mallory.

## Zestrzelenia
Na liście Bajana sklasyfikowany został na 275. pozycji z 1 samolotem Luftwaffe zestrzelonym na pewno.
- Henschel Hs 126 – 8 czerwca 1940[1]

## Publikacje
Była autorem opowiadań i wspomnień:
- Sępy (1935), 
- Chmurne loty (1939),
 - Opowieści róży wiatrów (1945),
- Szum młodości (1945, 2008),
- Od Cambrai po Coventry (1982).

## Ordery i odznaczenia
Za swą służbę otrzymał odznaczenia:
- Krzyż Walecznych, 
- Medal Lotniczy – czterokrotnie,
- Polowa Odznaka Pilota,
- Croix de Guerre avec Étoile d'Or.